# Галузия
Галузи́я (укр. Галузія) — село в Прилесненской сельской общине Камень-Каширского района Волынской области Украины.
До 2020 года входило в Маневичский район.
Код КОАТУУ — 0723681501. Население по переписи 2001 года составляет 757 человек. Почтовый индекс — 44613. Телефонный код — 3376. Занимает площадь 2,7 км².